# La Estrella, Nuevo León
La Estrella är en ort i Mexiko.   Den ligger i kommunen Linares och delstaten Nuevo León, i den centrala delen av landet, 600 km norr om huvudstaden Mexico City. La Estrella ligger 534 meter över havet och antalet invånare är 269.
Terrängen runt La Estrella är platt åt nordost, men åt sydväst är den kuperad. Runt La Estrella är det ganska glesbefolkat, med 29 invånare per kvadratkilometer. Närmaste större samhälle är Hualahuises, 13,3 km sydost om La Estrella. I omgivningarna runt La Estrella växer huvudsakligen savannskog.